# Zuera
Zuera là một đô thị ở tỉnh Zaragoza, Aragon, Tây Ban Nha. Theo điều tra dân số 2004 của Viện thống kê Tây Ban Nha (INE), đô thị này có dân số là 5.973 người. Diện tích đô thị này là 369 ki-lô-mét vuông. Đô thị này nằm ở độ cao 280 m trên mực nước biển.

## Biến động dân số
| 1900  | 1910  | 1920  | 1930  | 1940  | 1950  | 1960  | 1970  | 1981  | 1991  | 2001  | 2006  |
| ----- | ----- | ----- | ----- | ----- | ----- | ----- | ----- | ----- | ----- | ----- | ----- |
| 2.471 | 2.825 | 3.598 | 3.860 | 4.420 | 4.793 | 5.340 | 5.122 | 5.168 | 5.294 | 5.640 | 6.424 |